# Gülse Göçer
Gülse Göçer (* 22. Januar 2005 in Istanbul) ist eine türkische Schauspielerin.

## Biografie
Gülse Göçer wurde am 22. Januar 2005 in Istanbul geboren. Ihr Debüt gab sie 2016 in der Fernsehserie Kördüğüm. Im selben Jahr trat sie in Oyunbozan auf. Zudem war sie in Güldüy Güldüy Show Çocuk zu sehen. 2020 spielte Göçer in dem Film Şair mit. Anschließend bekam sie 2021 in der Serie Masal Şatosu: Peri Hirsızı die Hauptrolle. Ihre nächste Hauptrolle bekam Göçer 2022 in dem Film Masal Şatosu: Gizemli Misafir.

## Filmografie
Filme
- 2020: Şair
- 2022: Masal Şatosu: Gizemli Misafir

Serien
- 2016: Kördüğüm
- 2016: Oyunbozan
- 2016: Güldüy Güldüy Show Çocuk
- 2021: Masal Şatosu: Peri Hirsızı
- 2021: Kırmızı Oda